# Керпініш (Хунедоара)
Керпініш (рум. Cărpiniș) — село у повіті Хунедоара в Румунії. Адміністративно підпорядковане місту Сімерія.
Село розташоване на відстані 288 км на північний захід від Бухареста, 9 км на схід від Деви, 108 км на південний захід від Клуж-Напоки, 140 км на схід від Тімішоари.

## Населення
За даними перепису населення 2002 року у селі проживали 233 особи, з них 231 особа (99,1%) румунів. Рідною мовою 231 особа (99,1%) назвала румунську.